# Teofil Chodzidło
Teofil Chodzidło (ur. 30 września 1909 w Studzionce, zm. 6 lutego 1979 w Pieniężnie) – ksiądz katolicki, etnolog, religioznawca, profesor Katolickiego Uniwersytetu Lubelskiego i Akademii Teologii Katolickiej w Warszawie.

## Życiorys
Teofil urodził się 30 września 1909 roku we wsi położonej w powiecie pszczyńskim, Studzionce koło Pawłowic. Jego rodzicami byli Stanisław Chodzidło oraz Zofia z domu Kojzar. Chodzidłowie byli wielodzietną rodziną, utrzymywali się z gospodarstwa rolnego. W latach 1917–1924 uczęszczał do szkoły podstawowej w rodzinnej miejscowości, a następnie w latach 1924–1932 do werbistowskiego gimnazjum w Górnej Grupie oraz do liceum w Rybniku, gdzie 28 maja 1932 roku zdał maturę.
We wrześniu 1932 roku Teofil zaczął studiować filozofię i teologię oraz etnologię i religioznawstwo w międzynarodowym Misyjnym Seminarium Księży Werbistów w Mödling koło Wiednia. Również tam, w 1938 roku, przyjął święcenia kapłańskie. Podczas pobytu w seminarium poznał księdza Wilhelma Schmidta, znanego etnologa i lingwistę, dyrektora Instytutu Anthropos. Ich znajomość odegrała dużą rolę w ukierunkowaniu pracy naukowej Teofila w dziedzinie etnologii i religioznawstwa. Ostatni rok studiów teologicznych spędził na Papieskim Uniwersytecie Gregoriańskim w Rzymie, gdzie w 1939 roku utrzymał tytuł licencjata teologii. W tym samym roku Teofil postanowił rozpocząć studia specjalistyczne we Fryburgu w Szwajcarii. Na Uniwersytecie Katolickim studiował etnologię i religioznawstwo u księdza W. Schmidta, prahistorię i archeologię u H. Obermaiera oraz lingwistykę u E. Crosa. Pod kierunkiem księdza W. Schmidta napisał rozprawę zatytułowaną Die Familie bei den Jakuten, na podstawie której uzyskał tytuł doktora.
Lata 1942–1948 były okresem współpracy Teofila z W. Schmidtem oraz z redakcją czasopisma „Anthropos” w Posieux koło Fryburga Szwajcarskiego, gdzie był odpowiedzialny za działy poświęcone Europie Wschodniej oraz Azji Północnej i Środkowej. W „Anthropos” opublikował dwie rozprawy w języku polskim – Mieszkanie u Jakutów oraz Garncarstwo u Jakutów. Zajmował się również opieką duszpasterską nad uchodźcami i internowanymi żołnierzami polskimi w Szwajcarii, a następnie pracował w Adelboden z grupą ok. 600 dzieci warszawskich.
W roku 1948 wrócił do Polski, gdzie zaczął wykładać teologię fundamentalną, etnologię, lingwistykę, misjologię i antropologię w Misyjnym Seminarium Duchownym Księży Werbistów w Pieniężnie oraz w Warmińskim Seminarium Duchownym w Olsztynie. W Pieniężnie także angażował się w pracę duszpasterską – w latach 1949–1954 Teofil pełnił funkcję administratora parafii Radziejewo, a w 1953–1958 funkcję egzaminatora prosydonalnego w Kurii Biskupiej w Olsztynie. W roku akademickim 1957/1958 rozpoczął pracę naukowo-dydaktyczną na Katolickim Uniwersytecie Lubelskim, gdzie prowadził wykłady zlecone z etnologii i religioznawstwa, a następnie objął stanowisko zastępcy profesora. W 1961 roku na Wydziale Teologicznym KUL habilitował się na podstawie rozprawy Karagasi – Tofałary. Monografia etnograficzna ze szczególnym uwzględnieniem religii. W latach 1961–1976 został pierwszym kierownikiem Katedry Historii i Etnologii Religii KUL, w 1968 roku docentem, a w 1973 profesorem nadzwyczajnym. Lata 1970–1971 spędził prowadząc wykłady z etnologii i religioznawstwa dla studentów specjalizacji misjologicznej w Akademii Teologii Katolickiej w Warszawie.
Zmarł 6 lutego 1979 roku w Misyjnym Seminarium Duchownym Księży Werbistów w Pieniężnie, gdzie 9 lutego został pochowany na cmentarzu klasztornym przy Domu św. Wojciecha.

## Poglądy
Dużo uwagi poświęcał pracy dydaktycznej. Na KUL powadził wykłady monograficzne dla studentów teologii fundamentalnej z historii religii i misjologii oraz z wybranych zagadnień kultury i religii ludów pierwotnych, szczegółowo uwzględniając ludy syberyjskie oraz islam i buddyzm. Był promotorem trzech prac doktorskich oraz osiemnastu prac licencjackich i magisterskich, został również recenzentem jednej pracy habilitacyjnej i wielu prac doktorskich, jak i magisterskich.
Zakres zainteresowań naukowych Chodzidło obejmował kultury i religie ludów syberyjskich, religię, etykę i małżeństwa u ludów zbieracko-łowieckich, religijną kulturę ludową w Polsce oraz działalność misyjną Kościoła. Jego dorobek naukowy, w ocenie Spiss i in.,  zapewnił przybliżenie zwyczajów, obrzędów i wierzeń pozaeuropejskich ludów pierwotnych i wyższych cywilizacji.

## Wyróżnienia
W 1974 roku został odznaczony Krzyżem Kawalerskim Orderu Odrodzenia Polski.

## Publikacje
Opublikował 103 prace, w tym 16 recenzji, 52 hasła encyklopedyczne (42 w Encyklopedii katolickiej, wydawanej przez KUL, i 10 w Schweizer Lexikon), jedną książkę oraz 34 artykuły.
Do najważniejszych jego prac należą:
- Die Familie bei den Jakuten, Freiburg in the Schweiz 1951
- Karagasi – Tofałary. Monografia etnograficzna ze szczególnym uwzględnieniem religii, „Lud” 1961
- Religie ludów pierwotnych, „Znak” 10, 1958, zesz. 50–51
- Ofiara u najstarszych ludów, „Collectanea Theologica” 30, 1959, f. I – IV
- Charakterystyka religii ludów pierwotnych Afryki, „Zeszyty Misjologiczne ATK” 1, 1974, cz.2
- Kościół i kultura ludowa w: Księga tysiąclecia katolicyzmu w Polsce, cz. 3: Kościół w ramach społeczeństwa, Lublin 1969

## Rodzina
Jego bratem był o. Jan Chodzidło, również werbista.